# Dorcazio
Dorcazio (in latino Dorcatius; fl. I secolo a.C.-II secolo a.C.) è stato un poeta romano.

## Biografia
Non è noto nulla di questo poeta. C'è una attestazione in una iscrizione sacra della sua probabile provenienza nella zona di Padova come appartenente a famiglia nobile. L’epigrafe in questione riporta i nomi di una Veturia Gemella e di C. Dorcatius Verus, i quali erano portatori di un dono alla dea Fortuna. Inoltre, un C. Dorcatius Secundus è noto da un altro epitaffio, probabilmente risalente al I secolo d.C., proveniente da Longare, nell'area vicentina dei Colli Berici. Sulla base di queste testimonianze, si può ipotizzare che Dorcazio potrebbe essere di origine veneta.
La possibile identificazione di Dorcazio con il poeta che cantava formas iactusque pilarum, cui accenna Ovidio nel secondo libro dei Tristia si deve al latinista tedesco Moriz Haupt.
(Dorcazio, Frammento)
Traduzione:
E non esitare a riempire con i peli di un cervo longevo, fino a che non avrai aggiunto un’oncia a due libbre
Isidoro di Siviglia cita il frammento di Dorcazio nelle sue Etymologiae sive Origines per descrivere la derivazione etimologica di "pilae" da "pilus", in quanto le palle da gioco erano realizzate molto spesso riempiendo la pelle con una imbottitura di peli animali. Nel frammento citato, il poeta sembra dare indicazioni sulla quantità di peli di cervo da utilizzare per imbottire la palla. Anche se Isidoro non fornisce nessuna informazione sull’opera dalla quale provengono i versi in questione, si può ipotizzare che si trattasse di un poema in forma didascalica in cui trattava i diversi generi di "pilae". Alcuni tipi di palle, alcune di piccole dimensioni, altre grandi, altre ancora d'importazione greca, erano utilizzate anche dalle classi agiate e nobiliari, come del resto è testimoniato da Gaio Cilnio Mecenate.
Dorcazio potrebbe esser vissuto anche al tempo di Augusto, ciò lo collocherebbe a cavallo della nascita di Cristo o subito dopo.